# 瓜分中國

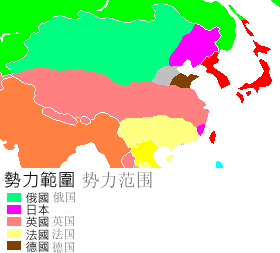
20世紀初列強在中國的勢力範圍

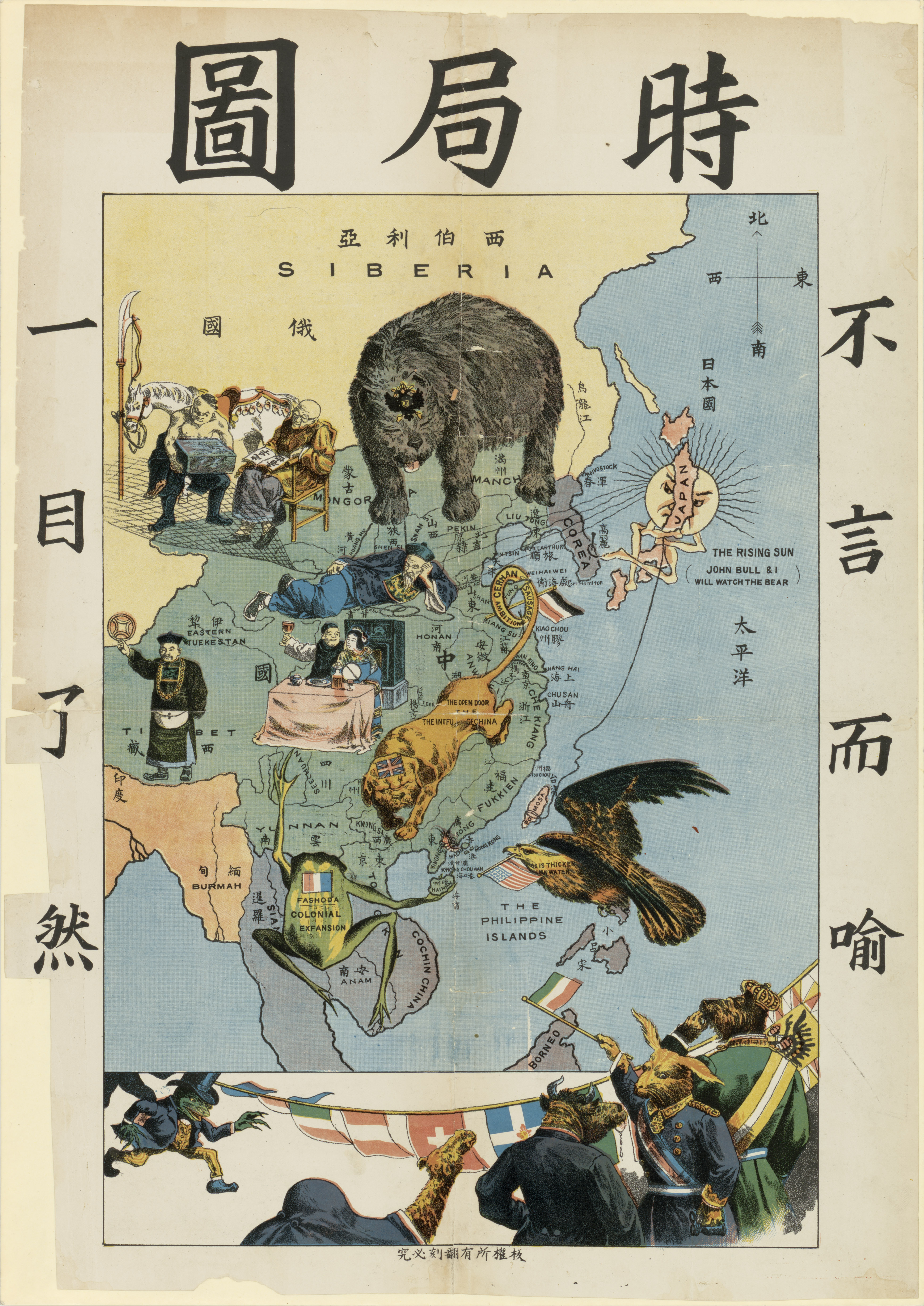
《時局圖》

瓜分中國（英語：Scramble for China）又称瓜分清朝、瓜分風潮，是指19世紀末至20世紀初，列強在中國劃分勢力範圍、取得租借地等一連串事件，使得中國一度几乎陷入瓜分之局。
19世纪初时，清朝国内几乎没有受到欧洲列强的影响，当时清政府只允许西欧各国在广州与中国进行任何贸易，即一口通商。但随着19世纪欧洲军事技术的发展，这种平衡被打破，外国人逐渐聚集在衰落的清帝国周围。在鸦片战争中获胜的英国等列强一开始只是要求中国开放多口通商、协定关税、治外法权、划定租界等外交权利，但随着1895年清朝在甲午战争中战败、与日本签订屈辱的《马关条约》，中国被形容为“东亚病夫”，列强在中国争夺势力范围的野心迅速膨胀。
1896年，俄國以迫日本歸還遼東半島有功，誘迫清政府簽《中俄密約》，內有將東三省的鐵路（東清鐵路中東線）修築和經營權給俄國、戰時開放使用港口等條件，在此之後引發列強爭相迫使清朝劃出勢力範圍、租界與租借地的事件，但因引發列強之間矛盾，美國提出要求保持中國主权和领土完整、各国利益均沾的門戶開放政策而終止。相比之下，大约发生在同一时期的瓜分非洲事件导致列强瓜分了幾乎整個非洲。

## 劃分勢力範圍過程

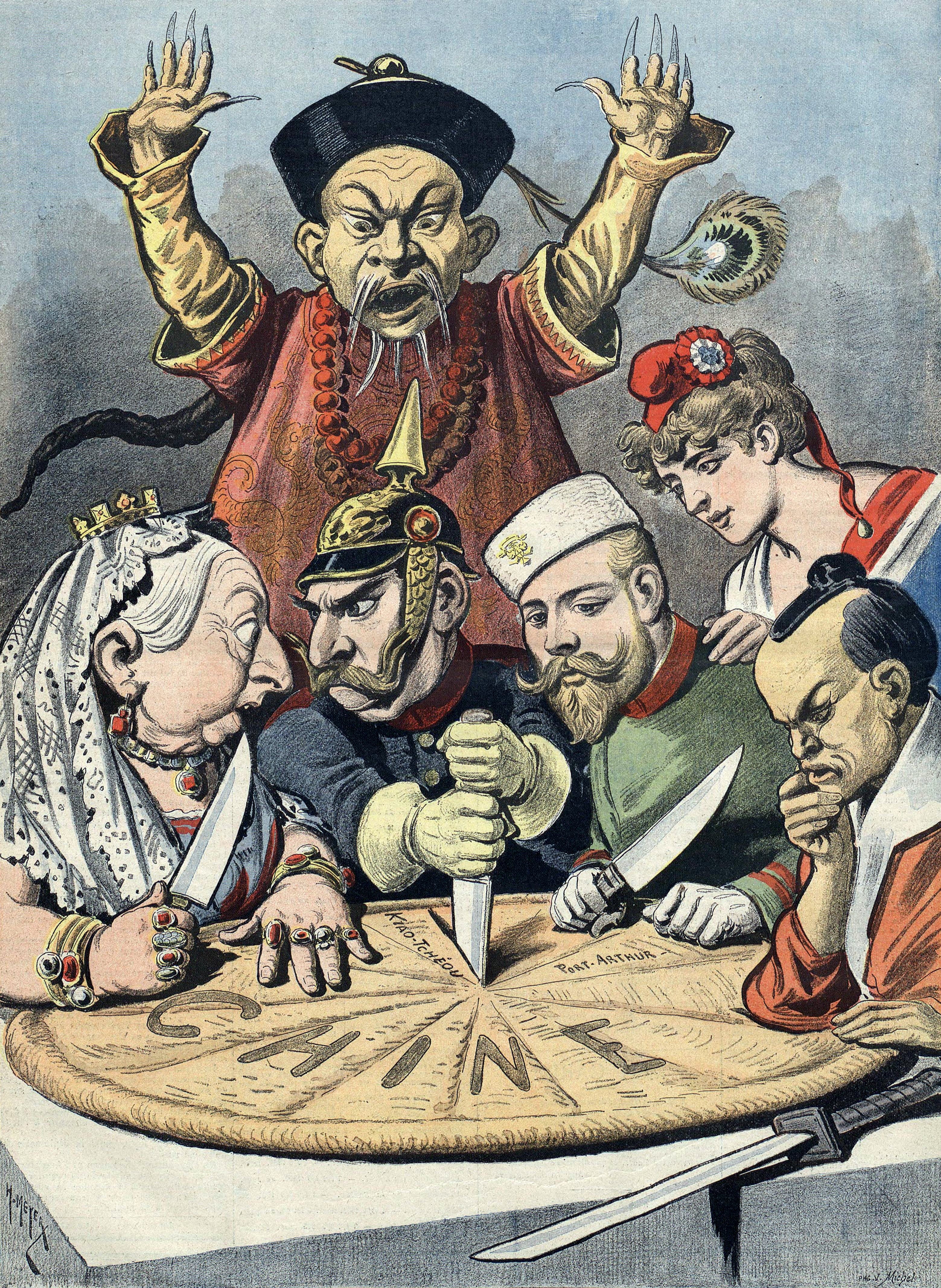
一幅描繪列強瓜分中國情形的漫畫；坐在披薩（指中國領土，披薩上的「CHINE」為法語的中國）旁的國家由左至右分別為女王維多利亞（英國）、德皇威廉二世（德國）、沙皇尼古拉二世（俄國）、武士（日本），於俄、日後方的為瑪麗安娜（法國），於德國後方為無力阻攔國土被瓜分的中國。

到1899年，東三省、山東省、長江流域各省、福建省、粵桂滇瓊四省，分別成為俄、德、英、日、法勢力範圍，包含了中國大部分領土。

### 德國
1897年11月，山東發生「曹州教案」，德國出兵佔據膠州灣和膠澳（今青島），隔年迫使清廷簽訂《膠澳租借條約》，德國取得膠州灣99年的租期、鐵路修築權以及採礦權等。

### 俄國
1898年3月27日，俄國佯稱助清抗德而將軍艦駛入旅順，事後迫使清政府與之簽訂《旅大租地條約》，把軍港旅順、商港大連灣租借給俄國25年。5月7日，再次迫使清政府簽訂《旅大租地續約》，取得東清鐵路南滿線的修築經營權。

### 英國
英國與清政府分別於1842年8月29日簽訂《南京條約》、1860年10月24日簽訂《北京條約》，將香港島與九龍半島南部永久割讓予英國。1898年6月9日，英國與清政府簽訂《展拓香港界址專條》，取得新界99年租約。1898年7月1日，俄國租借旅順和大連後，英國為抵制俄國，再與清政府簽訂《訂租威海衛專條》，將威海衛及附近沿岸10英里內的地方租給英國，租期與俄國租借旅大期限相同為25年。亦要求清政府長江流域等不得讓予他國，並請建多條至長江流域的鐵路。

### 法國
1898年3月，要求清政府不得將雲南、廣東、廣西等省讓與他國，並承建法屬越南至雲南昆明的鐵路。1899年11月6日，法國與清政府簽訂《廣州灣租界條約》，將廣州灣劃為法國租界，租期99年。

### 日本
甲午戰爭後，因《馬關條約》取得臺灣、澎湖後，1898年亦要求福建不得讓予他國。

## 意大利租借三门湾遭拒
瓜分风潮期间，实力相对较弱的意大利也希望获得“大国”地位，于1899年模仿其它列强要求清政府租借浙江的三门湾作为其海军停靠的地方以及加煤站，试图将浙江变成其势力范围，甚至向中国递交了最后通牒，引发三门湾事件。这个被认为是欧洲的“二流”国家派出了“马可波罗”号等三艘军舰来到中国东南沿海，向中国进行武力施压。但清政府以强硬姿态严厉拒绝了其要求，并做好了军事准备，包括派出海军进行巡逻。意大利军舰在中国沿海一带伺机下手，但面对强势的清朝海军，最终不得不离开。在军事和外交双重压力下，意大利只好放弃了对三门湾的租借要求。之后意大利代表为了挽回其颜面，软化语气试图仅向清政府提出非常有限的要求，但仍然以彻底失败告终。意大利在此事件中一无所获，对意大利来说是一场重大外交失利。这也是自甲午战争后清朝海军面对西方列强的首次胜利。有说法称在三门湾事件发生前丹麦等“二流”国家也曾准备向清政府提出类似的租借要求，但终究未再提出。

## 門戶開放政策

### 美國
1898年，美國在美西戰爭中，打敗西班牙取得西屬菲律賓，勢力進入東亞。但中國大部分領土已被列強劃入勢力範圍，使美國政府感到在中國利益受到了威脅，於是美國國務卿海約翰向各國發布照會，提出了「門戶開放政策」。起初各國並沒表示贊成，但英國同意之後，其他各國亦相繼同意。
1899年，美國再次照會各國提出保持中國領土主權完整、保護各國條約及公法上的權利、保障各國在華的商業平等的原則。7月，海約翰宣布各國原則上同意這項決定，但各國仍在鐵路權、採礦權、貸款、對外貿易口岸等問題上與中國談判，而中國則暫免了瓜分之禍與其後的戰爭風險。
美國提出這樣的政策後，列強的共識一直持續到軍閥割據的民國時期，1921年11月11日至1922年2月6日，在美國首都華盛頓召開華盛頓會議，其中九國公約再次確認此政策。

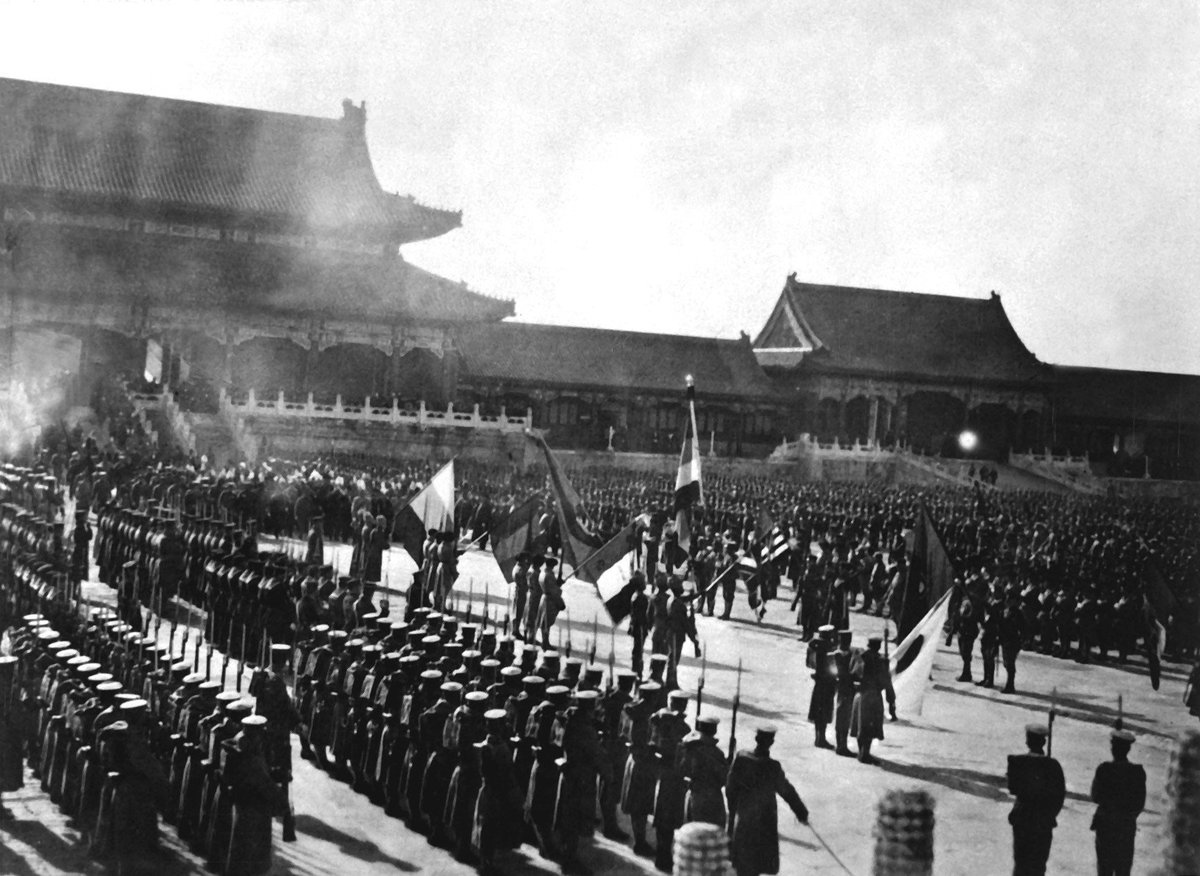
紫禁城內的八國聯軍

## 影響
門戶開放政策雖使中國免於瓜分，但中國長期受列強欺辱，使地方產生強烈的仇外心理，成為義和團事件的導火線。而掌握清政府大權的慈禧太后借義和團排外，於1900年6月21日以光緒帝名義向十一國宣戰，引起八國聯軍之役。
对此，清末发行的《国民读本》的“国耻”一节中有如下描述：“言雪耻矣，虽然欲雪耻，必先知耻。胪举各耻，为少年告焉。一失地之耻，中国疆域东迄辽海，北至外兴安岭，西尽天山，今则俄之疆土日闢而南，中国之辽东无东海疆……各口岸之租界，既归外人自治，又与割地无异。甚且有瓜分全地之议矣，可耻哉……”。随后的“爱国”一节中则称：“国民爱国之心厚则其国强……我中国之立国开化如是其古也，四万万同胞之助如是其众也……我中国为礼义之邦，忠义如林，若而人者当迸之四夷勿使污我中国土可也。”

### 引用
1. ↑  . Royal Pavilion & Museums. 2015  [2024-03-25]. ISBN 9788184246834. （原始内容存档于2024-03-25）.
2. ↑  American Board of Commissioners for Foreign Missions. . Board. 1898: 256.
3. ↑  梁二平. . 三联书店(香港)有限公司. 2022: 372. ISBN 9789620449000.
4. ↑  Nield, Robert. . Hong Kong University Press. 2015: 195. ISBN 9789888139286.
5. ↑  Andornino, Giovanni. . Palgrave Macmillan. 2013: 58. ISBN 9781137290939.
6. ↑  《中華民國高級中學歷史教科書第三冊》，1996年8月第12版，國立編譯館
7. ↑  庄俞,蒋维乔. . 海豚出版社. 2015: 338–343. ISBN 9787511026880.